# Шпенге
Шпенге (њем. Spenge) град је у њемачкој савезној држави Северна Рајна-Вестфалија. Једно је од 9 општинских средишта округа Херфорд. Према процјени из 2010. у граду је живјело 15.180 становника. Посједује регионалну шифру (AGS) 5758032, NUTS (DEA43) и LOCODE (DE SPG) код.

## Географски и демографски подаци
Шпенге се налази у савезној држави Северна Рајна-Вестфалија у округу Херфорд. Град се налази на надморској висини од 129 метара. Површина општине износи 40,3 km². У самом граду је, према процјени из 2010. године, живјело 15.180 становника. Просјечна густина становништва износи 377 становника/km².